# Closeburn
Closeburn est une banlieue de la ville de Queenstown située dans l’île du Sud de la Nouvelle-Zélande.

## Situation
Elle est localisée à 10 minutes de voiture de la cité de Queenstown au niveau de la route  nommée: ‘Glenorchy-Queenstown Road’.

## Activités
Closeburn Station est une ferme d’élevage dans un secteur, qui a moins de 2 000 hectares de surface, propriété de 27 actionnaires.